# Claughton (Lancaster)
Claughton est un village et une paroisse civile du Lancashire, en Angleterre.